# Сироти Конрад
Сироти Конрад назив је за савез сељака настао 1514. године у Немачкој (Светом римском царству) наследивши тако угушени Савез ципела.

## Историја
Савез је 1514. године иступио против виртембершког војводе Улриха Виртембершког. Карактеристичан је по томе што су сељаци деловали заједно са грађанима јер су високи порези изазвали револт и у самом Виртембергу. Устаници су издејствовали да се сазове ландтаг уз учешће великог броја сељачких представника али без ритера. Ландтаг је одлучио да се изврши конфискација имовине свештеника и манастира ради покрића дефицита у кнежевини. Улрих је ипак успео да се споразуме са грађанима који су потом издајнички напустили сељаке. Устанак је тако завршен неуспехом. 